# Esens
Esens település Németországban, azon belül Alsó-Szászország tartományban. Lakosainak száma 7517 fő (2023. december 31.). Esens Neuharlingersiel, Stedesdorf, Moorweg és Holtgast községekkel határos.

## Népesség
A település népességének változása:
| Lakosok száma | 7343 | 7275 | 7286 | 7288 | 7427 | 7517 |
|               | 2016 | 2017 | 2019 | 2021 | 2022 | 2023 |

## Híres emberek
- Theodore Thomas (1835 – 1905), német születésű amerikai hegedűművész és karmester